# Sejad Krdžalić
Sejad Krdžalić (né le 5 janvier 1960 à Doboj) est un athlète yougoslave, spécialiste du javelot.
Il est finaliste lors des Jeux olympiques de 1988 à Séoul et remporte la médaille d'or lors des Jeux méditerranéens de 1987. Son meilleur lancer est de 83,34 m en 1987 à Belgrade.